# Stadion Christa Botewa w Gyłybowie
Stadion Christa Botewa (bułg. Стадион Христо Ботев) – stadion piłkarski w Gyłybowie, w Bułgarii. Obiekt może pomieścić 3000 widzów. Swoje spotkania na stadionie rozgrywają piłkarze klubu Botew Gyłybowo.